# Gunsi (Sipaliwini)
Gunsi is een dorp aan in Sipaliwini in Suriname. Het ligt op ongeveer een half uur lopen van Ladouanie Airstrip of een uur varen vanaf Atjoni (Pokigron).
Het ligt aan bij de Ferulasivallen aan de oever in de Boven-Surinamerivier, stroomafwaarts ten opzichte van Aurora. In de rivier liggen ter hoogte van Gunsi een aantal grote, veelal toeristische eilanden, waaronder Tang Loekoe, Kninipaati en Anaula.
Anno 2012 is Carlo Sampie de hoofdkapitein van Gunsi, Nieuw-Aurora, Tjaikondre en Adawai, waar toen bij elkaar 2400 mensen woonden. In het dorp wonen marrons van het volk Saramaccaners. Begin 2022 werd een elektrificatieproject met zonnepanelen gestart die de bewoners moeten voorzien van 24 uur stroom per dag.
Dankzij een inzamelingsactie van 12.000 USD van Assembléelid Edgar Sampie (ABOP) was eind 2021 na vijf jaar Radio Mujèè weer in de lucht. In 2023 voerde de organisatie Social Army op Kinderdag (5 december) een speciaal project uit met trainingen en workshops voor kinderen. Een van de twintig vrijwilligers was de beeldend kunstenaar Fabian de Randamie.
In het dorp zijn een bar en een winkel. Ook ligt er het vakantieoord Tei Wei, dat eigendom is van Waldie Ajaiso (Assembléelid in de jaren 2010 voor de BEP) en zijn broer Bert. Op loopafstand bevindt zich een uitkijktoren in het bos.

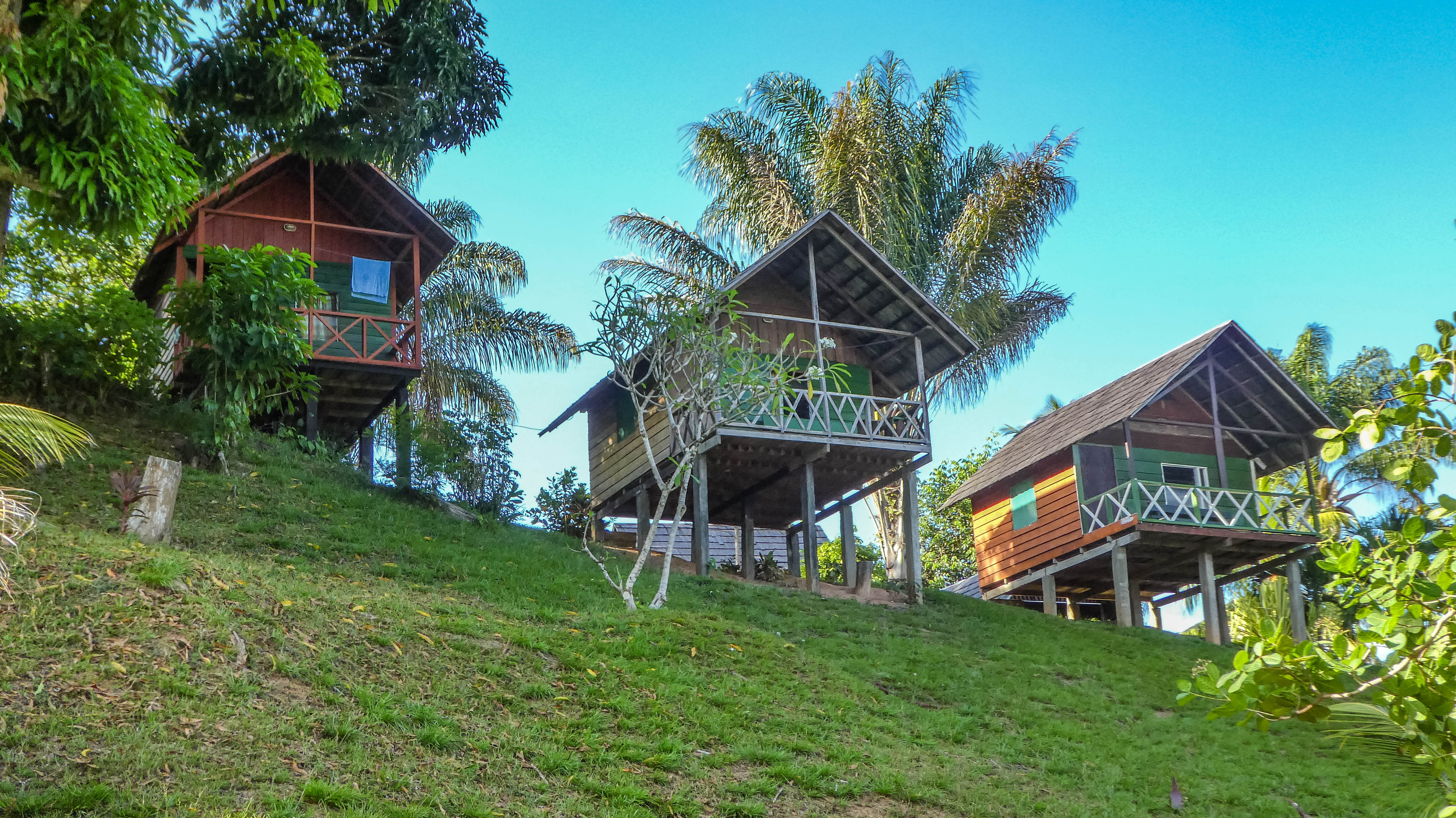
Vakantiehuisjes in Gunsi

Abenaston · Adawai · Akisiaman · Akwaukondre · Amakakondre · Asenbaso · Asidonhopo · Aurora · 
Begoeba · Begoon · Bekiokondre · Bendikwai · Bendiwata · Biudoematoe  · Bofokoele · Botopasi ·
Dan · Dangogo · Daume · Debikè · Deboo · Djemongo · Djoemoe · Duwatra ·
Foetoenakaba · Gingiston · Goddo · Godowatra · Goejaba · Gran Slee · Grantatai · Gunsi ·
Heikoenoenoe · Jawjaw ·
Kaajapati · Kajana · Kambaloea · Kampoe · Koonoo · Kuututen ·
Ladouanie · Lespansi · Ligorio · Malobi · Malroseekondre · Masiakriki · Moitori ·
Nazaleti · Nieuw-Aurora · Padalafanti · Pambo Oko · Pikin Slee · Pingpe · Pokigron ·
Saloebanga · Semoisi · Soolan · Stonhoekoe · Tjaikondre · Toemaripa · Toetoeboeka